# Super Aguri SA08A
Chronologie des modèles (2008)
Super Aguri SA07
La Super Aguri SA08A est la quatrième et dernière monoplace de Formule 1 engagée par l'écurie Super Aguri F1. Elle n'a disputé que les quatre premiers Grands Prix de la saison 2008, aux mains de Takuma Satō et Anthony Davidson, puisque l'équipe a dû déclarer forfait à la suite de sa faillite en cours de saison.

## Historique

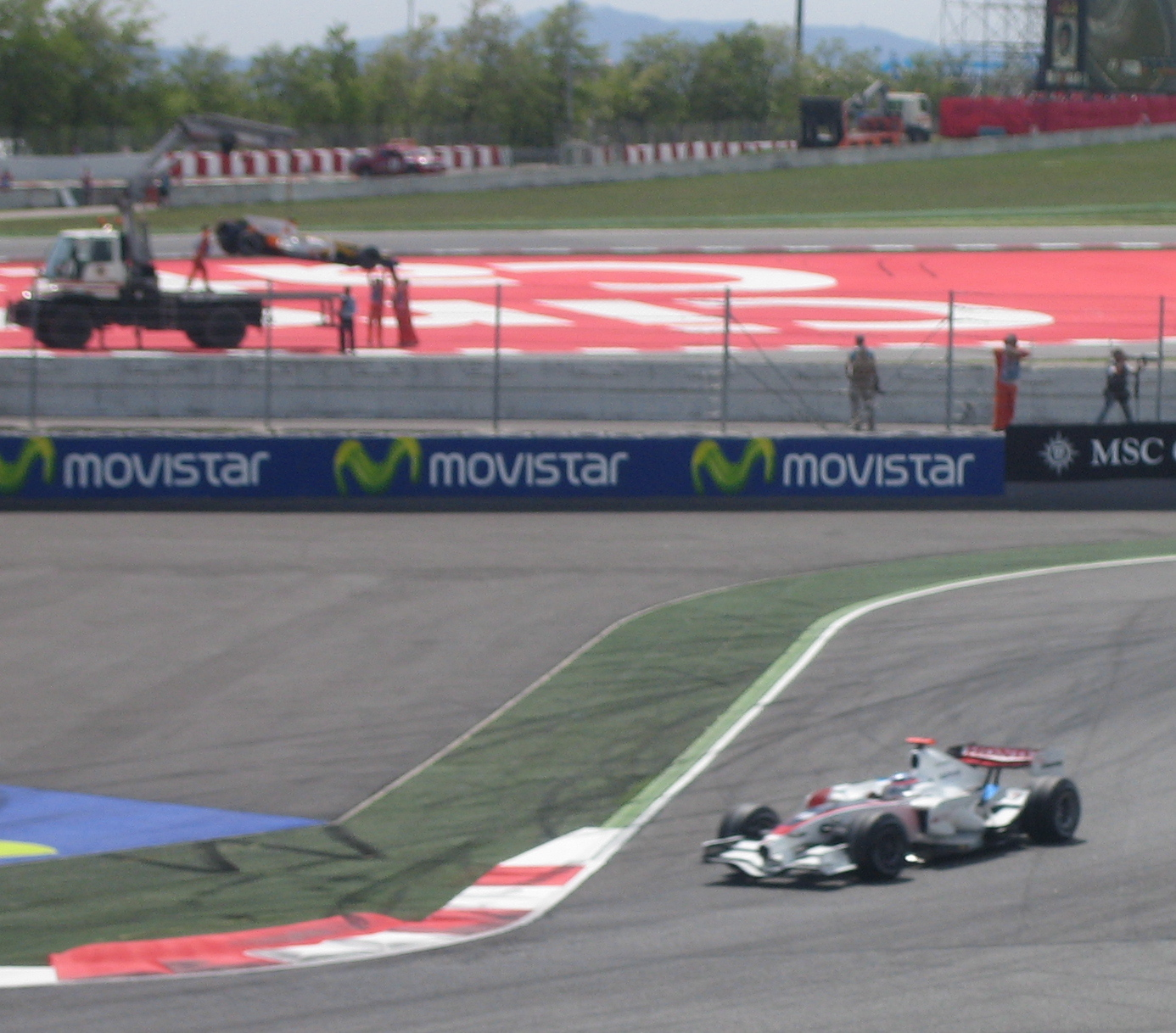
Takuma Satō au Grand Prix d'Espagne 2008, ultime course de l'écurie

L'intersaison 2007-2008 de l'écurie Super Aguri est obscurcie par d'énormes problèmes financiers et l'ombre de la faillite se fait de plus en plus menaçante avec une dette estimée à 60 millions de dollars. Faute d'argent, Super Aguri est contraint d'annuler la plupart de ses séances d'essais privés afin de mettre au point la SA08A car des pièces n'ont pas été livrées par les sous-traitants faute de paiement. La monoplace est conçue par Mark Preston et mue par le nouveau bloc V8 Honda RA808E et doit faire ses premiers tours de roue le 19 février.
En 2008, comme de coutume, l'équipe n'engage qu'une évolution d'un châssis déjà existant, en l'occurrence la Honda RA107 pilotée par Jenson Button et Rubens Barrichello en 2007. La RA107 n'a permis à ses pilotes de n'inscrire que 6 points en 2007 et l'abandon de l'antipatinage ne risque pas d'accroître son potentiel. Déjà en danger sur le plan financier, Super Aguri a de fortes chances de subir les pires déconvenues en course avec une monoplace déjà très décevante la saison précédente.
Les premiers essais ont lieu à Barcelone où la monoplace est confiée à Satō et Davidson mais également à Luca Filippi, Andreas Zuber et Mike Conway qui courent tous les trois en GP2 Series. James Rossiter, pilote d'essai Honda depuis 2005 et également convié à prendre le volant de la SA08A. S'il souhaite conserver son tandem de l'année précédente, Suzuki entre également en contact plus étroit avec Luca Filippi mais le pilote italien préfère signer chez ART Grand Prix en GP2 Series.
Satō et Davidson sont au départ du Grand Prix inaugural d'Australie mais, au volant d'une monoplace qui n'a effectué quasiment aucune séance de développement, ils ne réalisent que les 20e et 22e temps de qualification. Cette mauvaise place sur la grille de départ ruine les espoirs de Davidson impliqué dans un accrochage au départ de l'épreuve. Satō ne reçoit pas non plus le drapeau à damier puisqu'il tombe en panne de transmission peu après la mi-course.
Les qualifications se passent tout aussi mal en Malaisie, Satō 19e devançant Davidson à la 21e place. La course est plus satisfaisante puisque les deux voitures rejoignent l'arrivée en 15e et 16e position. Toutefois, Davidson est à un tour du vainqueur et son coéquipier relégué à deux tours. Il devient évident que la bonne dynamique de la saison précédente est brisée et que Super Aguri ne peut lutter qu'avec l'autre équipe de fond de grille Force India. La désillusion est encore plus forte à Bahreïn où Davidson et Satō occupent de conserve la dernière ligne de la grille de départ. Ils rejoignent tout de même l'arrivée, Davidson 16e juste devant son coéquipier, à un tour du vainqueur.
Le 16 avril, Aguri Suzuki annonce que le Magma Group a retiré son offre de rachat de l'écurie. Cette décision condamne irrémédiablement l'équipe japonaise qui participe tout de même  au Grand Prix d'Espagne le 27 avril dans l'espoir ultime de convaincre un nouveau commanditaire de financer le reste de la saison. Cette participation au Grand Prix alors que la société est exsangue financièrement est rendue possible grâce aux subsides de Bernie Ecclestone, grand argentier de la Formule 1.
Comme à Bahreïn, les SA08A s'élancent de la dernière ligne. Davidson est rapidement contraint à l'abandon sur problème mécanique tandis que Satō parvient à franchir la ligne d'arrivée à une honorable 13e place, réalisant ainsi la meilleure performance de l'écurie depuis le début de la saison.
Lors de l'épreuve suivante, le Grand Prix de Turquie, les camions et motorhomes de l'écurie se voient interdire l'accès au circuit : Nick Fry, le directeur technique de Honda Racing F1 Team, agacé du soutien du constructeur japonais pour Super Aguri alors que l'équipe officielle est en proie à des difficultés, a informé la FOM que Super Aguri ne prendrait pas part à la course après l'échec des négociations entamées depuis quelque temps entre Honda, Super Aguri et la société allemande Weigl Group éventuelle candidate à la reprise de l'écurie.
Le 6 mai, Aguri Suzuki annonce le retrait définitif de son équipe du championnat du monde avec effet immédiat,.

## Bilan de la saison 2008
Départs en Grands Prix
- 4 pour Takuma Satō
- 4 pour Anthony Davidson

Abandons
- 2 pour Anthony Davidson
- 1 pour Takuma Satō

Meilleurs résultats en qualification
- 2 départs en 19e position  pour Takuma Satō au Grand Prix d'Australie et de Malaisie.
- Les 4 départs en 21e position pour Anthony Davidson.

## Caractéristiques techniques
- Système d'injection : Honda PGM-FI.
- Système d'allumage : Honda PGM-IG.
- Bougies : NGK.
- Batterie : 2.5Ah au plomb

## Résultats en championnat du monde de Formule 1
| Saison | Écurie                     | Moteur   | Pneus       | Pilotes          | Courses | Courses | Courses | Courses | Courses | Courses | Courses | Courses | Courses | Courses | Courses | Courses | Courses | Courses | Courses | Courses | Courses | Courses | Points inscrits | Classement |
| Saison | Écurie                     | Moteur   | Pneus       | Pilotes          | 1       | 2       | 3       | 4       | 5       | 6       | 7       | 8       | 9       | 10      | 11      | 12      | 13      | 14      | 15      | 16      | 17      | 18      | Points inscrits | Classement |
| ------ | -------------------------- | -------- | ----------- | ---------------- | ------- | ------- | ------- | ------- | ------- | ------- | ------- | ------- | ------- | ------- | ------- | ------- | ------- | ------- | ------- | ------- | ------- | ------- | --------------- | ---------- |
| 2008   | Super Aguri Formula 1 Team | Honda V8 | Bridgestone |                  | AUS     | MAL     | BAH     | ESP     | TUR     | MON     | CAN     | FRA     | GBR     | ALL     | HON     | EUR     | BEL     | ITA     | SIN     | JAP     | CHI     | BRÉ     | 0               | 11e        |
| 2008   | Super Aguri Formula 1 Team | Honda V8 | Bridgestone | Takuma Satō      | Abd     | 16e     | 17e     | 13e     | Forf    |         |         |         |         |         |         |         |         |         |         |         |         |         | 0               | 11e        |
| 2008   | Super Aguri Formula 1 Team | Honda V8 | Bridgestone | Anthony Davidson | Abd     | 15e     | 16e     | Abd     | Forf    |         |         |         |         |         |         |         |         |         |         |         |         |         | 0               | 11e        |

Légende : ici 